# Anna Mártonová
Anna Mártonová (* 31. března 1995 Budapešť, Maďarsko) je maďarská sportovní šermířka, která se specializuje na šerm šavlí. Maďarsko reprezentuje od druhého desetiletí jednadvacátého století. Na olympijských hrách startovala v roce 2016 v soutěži jednotlivkyň. V roce 2015 obsadila třetí místo na mistrovství světa v soutěži jednotlivkyň a v roce 2016 obsadila druhé místo na mistrovství Evropy.